# Запис липа у Липару (Милошево)
Запис липа у Липару (Милошево) се налази на парцели чији је власник Град Јагодина.

## Локација
| Општина             | Јагодина                                                         |
| Катастарска општина | Милошево                                                         |
| Потес               | Липар                                                            |
| Координате          | 44° 06′ 01″ С; 21° 09′ 26″ И / 44.100299999999997° С; 21.1572° И |
| Надморска висина    | 124m                                                             |

## Карактеристике
Дендрометријске вредности утврђене на терену и сателитским снимцима:
| Стабло                     | Липа |
| Висина стабла              | m    |
| Обим дебла                 | m    |
| Пречник крошње             | 11m  |
| Пречник дебла              | m    |
| Висина дебла до прве гране | m    |

## База записа
Запис је у оквиру Викимедија пројекта "Запис - Свето дрво" заведен под редним бројем 1160.